# Cho Kyu-hyun
Cho Kyu-hyun, noto anche con lo pseudonimo di Kyuhyun (조규현?, 曺圭賢?, Jo Gyu-hyeonLR, Cho Kyu-hyŏnMR; Seul, 2 febbraio 1988), è un cantante e attore teatrale sudcoreano, membro della boy band Super Junior e delle sue sotto-unità Super Junior-M e Super Junior-K.R.Y..

## Biografia
Cho Kyu-hyun è nato a Nowon, un piccolo distretto di Seul, in Corea del Sud. Suo padre, Cho Young-hwan, ha lavorato per molti anni presso la Korean Housing Corporation, un'azienda che si occupa della gestione degli spazi pubblici, prima di fondare diversi istituti educativi e scuole private in Corea del Sud. Anche la madre di Cho, Kim Hanna, ha intrapreso un percorso imprenditoriale aprendo un'accademia d'arte e una guest house chiamata MOM House a Myeongdong. Ha una sorella maggiore, Cho Ara, violinista che dopo aver completato gli studi musicali a Vienna è tornata in Corea per diventare insegnante di violino. 
Incoraggiato dalla famiglia, Cho Kyu-hyun inizialmente considera l'idea di iscriversi alla facoltà di giurisprudenza dopo il liceo, ma abbandona questa intenzione già alle scuole medie quando entra a far parte di un gruppo musicale e scopre la sua passione per la musica. Sebbene il padre fosse inizialmente scettico riguardo alla scelta artistica del figlio, accetta che prosegua in questo campo a condizione che riesca ad accedere a un'università prestigiosa: Kyuhyun così si iscrive all'Università di Kyung Hee, una rinomata università privata, laureandosi nel 2013 in musica postmoderna. Poco dopo completa un master in Musica Post-Moderna presso la stessa università, conseguendo il titolo nel 2016 con una tesi sugli sviluppi della musica K-POP in Giappone, Cina, Europa e America.

## Carriera

### Super Junior
Cho Kyu-hyun debutta ufficialmente nel gruppo dei Super Junior nel maggio 2006, ultimo membro ad unirsi alla boy band.
Nell'aprile 2008, entra a far parte della sotto-unità Super Junior-M, gruppo di genere mandopop destinato al mercato cinese. Con i Super Junior-M debutta l'8 aprile dello stesso anno con il singolo U.

## Discografia

### EP
- 2014 – At Gwanghwamun
- 2015 – Fall, Once Again

## Filmografia

### Serie drammatiche televisive
- Bong Soon - a Cyborg in Love (사랑하면 죽는 여자 봉순이) - serie TV (2016)

### Film
- I AM., regia di Choi Jin-seong (2012)
- SMTown: The Stage - (2015)
- Werther (베르테르) - (2021)

### Televisione
- A Date with Luyu (鲁豫有约) - programma televisivo (2006)
- Super Junior Mini-Drama (대결! 슈퍼주니어의 자작극) - programma televisivo (2006)
- Explorers of the Human Body (인체탐험대) - programma televisivo, episodi 7-13 (2007-2008)
- We Got Married 1 (우리 결혼했어요) - reality show, episodi 41, 50, 104, 105 (2009, 2011)
- You Hee-Yeol's Sketchbook (유희열의 스케치북) - programma televisivo, episodi 12, 58, 67, 115, 294, 366, 444, 575 (2009, 2010, 2011, 2015, 2017, 2019, 2022)
- Happy Camp (快乐大本营) - programma televisivo, episodi 640, 821 (2009, 2013)
- Strong Heart - programma televisivo, episodi 33, 92, 139-140 (2010, 2011, 2012)
- Infinite Challenge (무한도전) - programma televisivo, episodio 210 (2010)
- Radio Star (황금어장 라디오스타) - programma televisivo, episodi 155, 206-430, 432-434, 436-491, 493, 496-526, 528, 621, 700 (2010, 2011-2017, 2019, 2020)
- Super Junior's Foresight (슈퍼주니어의 선견지명) - programma televisivo (2010-2011)
- Immortal Songs: Singing the Legend (불후의 명곡 - 전설을 노래하다) - programma televisivo, episodi 10-15 (2011)
- Hello Counselor 1 (안녕하세요 시즌1) - programma televisivo, episodi 41, 85, 247 (2011, 2012, 2015)
- 2011 Idol Star Athletics Championships (2011 아이돌스타 육상 선수권 대회) - programma televisivo (2011)
- Sistar & LeeTeuk's Hello Baby - programma televisivo, episodio 1 (2011)
- Saturday Night Live Korea 2 (새터데이 나이트 라이브 코리아 2) - programma televisivo, episodio 8 (2012)
- Weekly Idol (주간 아이돌) - programma televisivo, episodi 60-61, 116, 278, 464, 489-490, 568 (2012, 2012, 2016, 2020, 2022)
- Taxi (현장 토크쇼 택시) - programma televisivo, episodio 257 (2013)
- Mamma Mia (맘마미아) - programma televisivo, episodi 6-29 (2013)
- Happy Together 3 (해피투게더) - programma televisivo, episodi 306, 378 (2013, 2014)
- The Genius - Season 2 (더 지니어스: 룰 브레이커) - programma televisivo, episodio 10 (2014)
- Real Men 1 (리얼입대 프로젝트 진짜 사나이 시즌1) - programma televisivo, episodio 45 (2014)
- Roommate (룸메이트) - programma televisivo, episodi 4-5 (2014)
- The Ultimate Group (最强天团) - programma televisivo, episodio 1 (2014)
- Star Flower (별바라기) - programma televisivo, episodio 12 (2014)
- Music Bank (뮤직뱅크) - programma televisivo, episodio 754 (2014)
- A Song For You 3 - programma televisivo, episodi 14-15, 24 (2014)
- Super Junior-M's Guest House (슈퍼주니어M의 게스트하우스) - programma televisivo, episodi 1-2, 4, 6-12 (2014-2015)
- Running Man (런닝맨) - programma televisivo, episodio 221, 265 (2014, 2015)
- Bijeongsanghoedam (비정상회담) - programma televisivo, episodio 20 (2014)
- Inkigayo (SBS 인기가요) - programma televisivo, episodi 793, 795 (2014)
- Show! Eum-ak jungsim (쇼! 음악중심) - programma televisivo, episodi 435, 477-478 (2014, 2015)
- Exciting India (두근두근 인도) - programma televisivo (2015)
- Healing Camp, Aren't You Happy (힐링캠프, 기쁘지 아니한가) -  programma televisivo, episodio 215 (2015)
- Ch. Girl's Generation (채널 소녀시대) - programma televisivo, episodi 1-2 (2015)
- M Countdown (엠카운트다운) - programma televisivo, episodi 435, 439, 449-451, 453 (2015)
- Bongmyeon ga-wang (미스터리 음악쇼 복면가왕) - programma televisivo, episodi 29-30, 211-222 (2015, 2019)
- Daily Taengoo Cam (일상의 탱구캠) - programma televisivo, episodio 2 (2015)
- Two Yoo Project Sugar Man (투유 프로젝트 - 슈가맨) - programma televisivo, episodio 21 (2015)
- Same Bed Different Dreams (동상이몽 괜찮아 괜찮아) - programma televisivo, episodio 45 (2016)
- Problematic Men (문제적남자)  - programma televisivo, episodio 54 (2016)
- My SM Television - programma televisivo (2016)
- Duet Song Festival (듀엣가요제) - programma televisivo, episodi 27-28 (2016)
- Knowing Bros (아는 형님) - programma televisivo, episodio 47, 181, 200, 259, 363-364 (2016, 2019, 2020, 2022)
- New Journey to the West 2.5 (신서유기2.5) - programma televisivo (2017)
- New Journey to the West 3 (신서유기3) - programma televisivo (2017)
- New Journey to the West 4 (신서유기4) - programma televisivo (2017)
- Baek Jong-won's Alley Restaurant (백종원의 골목식당) - programma televisivo, 82, 131, 198, 248 (2018, 2019, 2020)
- SJ Returns: PLAY The Unreleased Video Clips! (슈주 리턴즈 미공개 영상 PLAY) - programma televisivo (2018)
- New Journey to the West 5 (신서유기 5) - programma televisivo, episodio 3 (2018)
- Happy Together 4 (해피투게더4) - programma televisivo, episodio 36 (2019)
- More Salty Tour (더 짠내투어) - programma, episodi 79-95, 97-99, 105-112, 116-121 (2019, 2020)
- Amazing Saturday (놀라운 토요일) - programma televisivo, episodi 64, 94, 104, 112, 204, 271 (2019, 2020, 2022)
- RUN.wav (런웨이브) - programma televisivo (2019)
- Kang's Kitchen 2 (강식당2) - programma televisivo, episodi 5-6 (2019)
- Kang's Kitchen 3 (강식당3) - programma televisivo (2019)
- My Family Is Watching (내 형제의 연인들 : 가족이 보고있다) - programma televisivo, episodio 6 (2019)
- Neighborhood Album Season 2 (동네앨범 시즌 2) - programma televisivo, episodio 4 (2019)
- SJ Returns 3 (슈주 리턴즈3) - programma televisivo (2019)
- Love At First Song (노래에 반하다) - programma televisivo (2019)
- My Little Old Boy (미운 우리 새끼) - programma televisivo, episodio 160, 169 (2019)
- Hidden Track (히든트랙) - programma televisivo, episodio 3 (2019)
- New Journey to the West 7 (신서유기7) - programma televisivo (2019-2020)
- 2019 MBC Music Festival: The Chemistry (2019 MBC 가요대제전 THE CHEMISTRY) - programma televisivo (2019)
- Yeonjung laibeu 'yeonjung peullei liseuteu' (연중 라이브 '연중 플레이 리스트') - programma (2020)
- Galaxy FAN PARTY - online (2020)
- Myu:sijeun (뮤:시즌) - programma (2020)
- #BrrrrFriends - live broadcast (2020)
- 온스테이지ONSTAGE - programma web (2020-)
- PARTY B - programma online (2020)
- Seven Knights 2 (세븐나이츠2) - trasmissione televisiva (2020)
- I Can See Your Voice 7 (너의 목소리가 보여) - programma televisivo, episodio 3 (2020)
- Oh! My Part, You (오! 나의 파트, 너) - programma televisivo (2020)
- Mapo Hipster (마포 멋쟁이) - programma televisivo, episodi 6-7 (2020)
- SJ Returns 4 (슈주 리턴즈 4) - programma televisivo (2020-2021)
- Delicious Rendezvous (맛남의 광장) - programma televisivo, episodi 25-27 (2020)
- Idol Variety Corps Camp (아이돌 예병대 캠프) - programma televisivo, episodi 21-24 (2020)
- Home Cooking Live (집쿡라이브) - programma televisivo (2020)
- More Salty Tour 2.5 (더 짠내투어2.5) - programma, episodi 116-121 (2020)
- Point of Omniscient Interfere (전지적 참견 시점) - programma televisivo, episodi 114, 119-121, 144-145 (2020)
- New Journey to the West 8 (신서유기8) - programma televisivo (2020)
- Dong Dong Shin Ki (동동신기) - programma televisivo, episodio 13 (2020)
- Things That Make Me Groove (언제까지 어깨춤을 추게 할 거야) - programma online (2020-2021)
- SJ News - programma web (2020-)
- Choi Shi Won's Fortune Cookie (최시원의 포춘쿠키) - programma online, episodio 28 (2020)
- IDOL VS. IDOL (SUPERJUNIORのアイドルVSアイドル) programma televisivo, episodi 17-20 (2020)
- Singer Gain (싱어게인) - programma televisivo (2020-2021)
- Hidden Track 2 (히든트랙2) - programma televisivo, episodio 8 (2020)
- War of Famous Paintings (명화들의 전쟁) - programma web (2020)
- The Stage of Legends - Archive K (전설의 무대 아카이브K) - programma televisivo, episodi 1-2 (2021)
- Mystical Record Shop (신비한 레코드샵) - programma televisivo (2021)
- Don't Look Back (뒤돌아보지 말아요) - programma televisivo, episodi 1-2 (2021)
- Painful Date (괴로운데이트) - programma online, episodio 1 (2021)
- Super Junior House Party Comeback Show (슈퍼주니어 컴백쇼) - programma televisivo (2021)
- SJ Global (SJ 글로벌) - programma televisivo (2021)
- Show!terview with Jessi (제시의 쇼!터뷰) - programma online, episodio 44 (2021)
- Famous Singers (유명가수전) - programma televisivo (2021)
- Tikita CAR (티키타카) - programma televisivo (2021)
- Famous Singers: Hidden Track (유명가수전 히든트랙) - programma televisivo, episodio 2 (2021)
- Spring Camp (스프링 캠프) - programma televisivo (2021)
- Naked World History 2 (벌거벗은 세계사 시즌 2) - programma televisivo (2021)
- HalMyungSoo (할명수) - programma televisivo, episodi 44-45 (2021)
- Baek Jong Won's National Food: Global Food Edition (백종원의 국민음식 - 글로벌 푸드 편) - programma televisivo (2021)
- Killing Voice (킬링보이스) - programma televisivo, episodio 17 (2021)
- Drinking Guys (마시는 녀석들) - programma televisivo (2021)
- MINO's Lost (송민호의 분실) - programma televisivo, episodi 1-3 (2021)
- Mr. Camper (미스터 캠퍼) - programma televisivo (2021)
- Extreme Debut: Wild Idol (극한데뷔 야생돌) - programma televisivo, episodi 8-9 (2021)
- Sing Again 2 (싱어게인2) - programma televisivo (2021-2022)
- L'inferno dei single (솔로지옥) - programma televisivo (2021-2022)
- Naked World History Season 3 (벌거벗은 세계사 시즌 3) - programma televisivo (2022)
- Mama The Idol (엄마는 아이돌) - programma televisivo, episodio 8 (2022)
- Max Chang Min's Free Hug (최강창민의 프리허그) - programma televisivo, episodio 42 (2022)
- Street Alcohol Again: Street Alcohol Fighter Special (술트리트어게인 스페셜 - 술트리트 어게인) - programma televisivo, episodi 1-2 (2022)
- Battle Again: The Battle of Famous Singers (배틀어게인-유명가수전) - programma televisivo (2022)
- Shooting Night Out (골 때리는 외박) - programma televisivo (2022)
- New Festa (뉴페스타) - programma televisivo (2022)
- Story of the Day When You Bite Your Tail (꼬리에 꼬리를 무는 그날 이야기) - programma televisivo, episodio 43 (2022)
- Things that Make Me Groove 2 (내 어깨를 봐 탈골됐잖아) - programma televisivo (2022-2023)
- Hidden Singer 7 (히든 싱어 7) - programma televisivo, episodi 5, 13-14 (2022)
- Han Moon Cheol's Dashcam Review (한문철의 블랙박스 리뷰) - programma televisivo (2022)
- Yong Jin's Health Center (용진건강원) - programma televisivo, episodio 25 (2022)
- Single's Inferno 2 (솔로지옥 시즌2) - programma televisivo (2022-2023)
- NCT Universe - programma televisivo, episodi 5-6 (2022)
- Walk Into a Frenzy (걸어서 환장 속으로) - programma televisivo (2023)
- Peak Time (피크타임) - programma televisivo (2023)
- Phantom Singer 4 (팬텀싱어 시즌4) - programma televisivo (2023)
- D&E Show (댸니쇼) - programma televisivo, episodio 220 (2023)
- Nineteen to Twenty (19/20) - programma televisivo (2023)
- Bro & Marble (브로 앤 마블) - programma televisivo (2023)
- Dolsing Fourmen (신발 벗고 돌싱포맨) - programma televisivo, episodio 107 (2023)
- Knights of the Lamp (램프의 기사) - programma televisivo (2023)
- Sing Again 3 (싱어게인3) - programma televisivo (2023)
- Single's Inferno 3 (솔로지옥 시즌3) - programma televisivo ()
- New Journey to the West 9 (신서유기 9) - programma televisivo ()

## Teatro
- Werther (베르테르), Werther - musical (2020)

## Programmi radio
- 찾아가는 Let's DMZ (2020)
- SBS 파워FM 김영철의 파워FM (2020)